# Zwaarden van Mars
Zwaarden van Mars (Engelse titel: Swords of Mars) is een science fantasy-roman van de Amerikaanse schrijver Edgar Rice Burroughs. Het is het achtste boek in de Barsoom-serie. Het verhaal werd oorspronkelijk als vervolgverhaal gepubliceerd van november 1934 tot april 1935 in het tijdschrift Blue Book. In 1936 werd het verhaal in boekvorm uitgebracht door Burrough’s eigen uitgeverij Edgar Rice Burroughs, Inc.. 
Het verhaal is opgesplitst in twee helften;  het eerste  deel leest als een cloak and dagger-thriller, terwijl de tweede helft meer een sciencefictionverhaal is. Het is tevens het eerste Barsoom-boek sinds The Warlord of Mars waarin John Carter weer de hoofdrol heeft.

## Plot
John Carter gaat op een undercovermissie naar  de stad Zodanga in de hoop het huurmoordenaargilde daar ten val te brengen. Eenmaal in Zodanga neemt hij de schuilnaam Vandor aan. Zijn voornaamste doelwit Ur Jan, de leider van het huurmoordenaarsgilde.
Carter ontmoet een man genaamd Rapas, bijgenaamd De Ulsio (de rat), en komt dankzij hem in contact met de uitvinder Fal Sivas, die Carter in dienst neemt als persoonlijke lijfwacht. Fal Sivas is in een hevige rivaliteit verwikkeld met een andere uitvinder, Gar Nal, om wie het eerst een functionerend ruimteschip kan bouwen dat onder andere in staat moet zijn Thuria, een van de 2 manen van Barsoom, te bereiken. De twee laten geen middel ongebruikt om  bij elkaar te spioneren en elkaar dwars te zitten. Carter neemt de baan aan omdat Ur Jan in dienst blijkt te zijn als lijfwacht van Gar Nal. Al snel ontdekt Carter meer duistere kanten aan Fal Sivas; de uitvinder wil zijn schip voorzien van een mechanisch brein, dat het schip kan besturen als automatische piloot en telepathisch gecommandeerd kan worden. Om zijn brein te perfectioneren doet hij echter experimenten op de hersenen van nog levende slaven. Een van de slaven in zijn huis is Zanda, een vrouw die een intense haat koestert tegen John Carter omdat haar ouders omkwamen toen John Carter en de verenigde stammen van de Groene Martianen Zodanga plunderden (te lezen in A Princess of Mars). Om die reden kan John Carter zijn ware identiteit niet aan haar onthullen.
Carter weet de schuilplaats van het gilde te ontdekken en enkele van de leden te vermoorden door hen ’s nachts in een hinderlaag te lokken, maar Ur Jan beseft al snel wie “Vandor” werkelijk is en plant een tegenactie. Samen met Gar Nal ontvoert hij Dejah Thoris uit Helium, waarna de 2 haar in Gar Nals  ruimteschip meenemen naar Thuria. Carter steelt hierop het ruimteschip van Fal Sivas (waarbij hij onder andere Sivas’ overige handlangers doodt en Zanda de slaven uit hun lijden laat verlossen), waarna hij, Zanda en een Heliumse soldaat genaamd Jat Or de achtervolging inzetten. Het mechanische brein blijkt goed naar Carters commando’s te luisteren en het schip bereikt zonder problemen Thuria. 
Thuria blijkt zowaar bewoond te worden. Carter, Zanda en Jat Or vinden het schip van Gar Nal terug op de binnenplaats van een schijnbaar verlaten kasteel, maar na te zijn geland worden ze alle drie gevangengenomen door een onzichtbare vijand. Carter kan nog net zijn schip bevel geven op te stijgen en boven het kasteel te blijven zweven. Carter wordt afgezonderd van de anderen opgesloten in een cel samen met een humanoïde wezen dat lijkt op een kruising tussen een mens en een kat. In de dagen erop leert Carter langzaam zijn taal spreken. Het wezen stelt zich voor als Umka. Hij is een Masena, een van de twee rassen die Thuria bewonen. Het andere ras, dat hen gevangen houdt, zijn de Tarids. Deze Tarids kunnen door middel van hypnose zichzelf onzichtbaar en onhoorbaar maken voor anderen. Alleen iemand die op de hoogte is van deze truc kan zich er met wat moeite tegen verzetten. Carter slaagt hierin zodat hij eindelijk zijn tegenstanders kan zien, net voordat hij en de andere gevangenen voor Ul Vas, de wrede heerser van het kasteel, worden gebracht. Deze blijkt  van plan is de mannelijke gevangen ter dood te veroordelen en de vrouwen voor zichzelf te houden.
Carter & Jat Or worden na deze veroordeling samen met Ur Jan en Gar Nal opgesloten. Daar ze nu in hetzelfde schuitje zitten besluiten ze tijdelijk hun oude conflicten te vergeten en eerst te ontsnappen. Ze krijgen onverwacht hulp van Ul Vas’ vrouw, Ozara, die feitelijk ook een gevangene is. Samen met Umka waagt de groep een uitbraak. Ze weten de 2 ruimteschepen weer te bemachtigen waarna ze proberen Dejah Thoris en Zanda te bevrijden. Uiteindelijk kunnen Jat Or, Ur Jan, Zanda en Umka ontkomen in Carters schip, terwijl Gar Nal de groep verraadt en er met Dejah Thoris vandoor gaat in zijn eigen schip. Carter en Ozara worden weer gevangen. De twee ondernemen later samen een nieuwe ontsnappingspoging, dit keer met succes. 
Na een paar dagen rondzwerven over Thuria vinden ze Carters schip terug. Ur Jan, kwaad over het verraad van Gar Nal, zweert trouw aan Carter en belooft hem te helpen Dejah Thoris terug te krijgen, terwijl Zanda onthult dat ze Carters ware identiteit nu kent maar hem heeft vergeven. De groep brengt Ozara naar huis, maar dan slaat het schip plots op hol en vliegt uit zichzelf terug naar Barsoom. Het blijkt dat Fal Sivas het schip teruggeroepen heeft. Gar Nal en Dejah Thoris zijn ook weer op Barsoom. Hij en Fal Sivas hebben samengespannen omdat ze nu een gezamenlijke vijand hebben in John Carter. Carter en Ur Jan zoeken de twee op en bevrijden Dejah Thoris, waarna Ur Jan Gar Nal doodt voor zijn verraad.

## Acrostichon
Burroughs verborg in het boek een acrostichon aan zijn tweede vrouw, Florence, met wie hij ten tijde van de publicatie op het punt stond te trouwen. De eerste letters van alle 24 hoofdstukken en het voorwoord vormen gezamenlijk de zin "To Florence with all My Love Ed."